# Matthew Le Tissier
Matthew « Matt » Le Tissier, né le 14 octobre 1968 à Saint-Pierre-Port dans l'île de Guernesey, est un footballeur international anglais.
Évoluant au poste de milieu offensif, il joue au Southampton FC durant la quasi-intégralité de sa carrière professionnelle.

## Carrière de joueur
Resté à Southampton de 1986 à 2002, malgré l'intérêt des Spurs de Tottenham ou Chelsea, il est surnommé « Le God », en allusion à son nom à consonnance française, par les supporteurs du club du sud de l'Angleterre. Le Tissier inscrit plus de 200 buts avec Southampton toutes compétitions confondues (dont 161 buts en 443 matchs de première division, de 1986 à 2001), soit le deuxième meilleur total de l'histoire des Saints derrière Mick Channon. Il devient en revanche le premier milieu de terrain à atteindre la barre symbolique des 100 buts marqués en Premier League, devant Gary Speed ou encore Frank Lampard. Sa fidélité pour un club visant systématiquement le maintien lui vaut d'avoir un palmarès vierge de tout titre et de ne jamais avoir joué de match européen.
Le 24 octobre 1993, il inscrit contre Newcastle United un but mémorable. Après une passe de la tête d'un de ses équipiers, Matthew réalise une aile de pigeon du pied gauche pour ramener le ballon devant lui, efface un défenseur immédiatement après, puis réalise un splendide coup du sombrero sur un deuxième à l'entrée de la surface, avant de terminer son raid solitaire par un plat du pied qui vient s'enfoncer dans le petit filet extérieur du but.
Le Tissier est appelé avec l'équipe d'Angleterre entre 1987 et 1997 mais il ne marque aucun but en huit sélections et n'est sélectionné ni pour l'Euro 1996 ni pour la Coupe du monde 1998. Son faible nombre de sélections est peut-être le résultat d'une vengeance du sélectionneur Terry Venables puis de son successeur Glenn Hoddle car Le Tissier avait refusé de rejoindre Tottenham et Chelsea à des moments où ils en étaient l'entraîneur (Hoddle à Tottenham, Venables à Chelsea).
Par la suite Le Tissier travaille comme consultant à la télévision. En avril 2013, Le Tissier fait son retour sur les terrains au sein du Guernsey FC, club de sa ville natale, dont il est président honoraire. Il indique vouloir aider le club, qui évolue en 9e division, à faire face à un calendrier particulièrement surchargé : 17 matchs au mois d'avril, 23 en 43 jours.

## Style de jeu
Réputé pour sa lenteur et son allure nonchalante, Matt Le Tissier demeure avant tout un esthète du beau jeu, affectionnant les dribbles interminables, les rushes au long cours et les frappes lointaines (et souvent imprévisibles). Habile des deux pieds et grand spécialiste de l'improvisation, il donne régulièrement l'impression d'ensorceler les défenses. 
Le milieu du FC Barcelone et de la Roja, Xavi, a déclaré à l'issue du mondial 2010 que Le Tissier était son idole de jeunesse : "Son talent était hors-norme. Il pouvait dribbler 7 à 8 joueurs au ralenti. Pour moi, il était simplement sensationnel".
Le Tissier est également un remarquable tireur de pénaltys. Il n'en rata qu'un seul en 48 tentatives. Il est d'ailleurs régulièrement considéré comme le meilleur tireur de penalty de Premier League. Son absence en sélection nationale fit cruellement défaut - notamment dans cet exercice - alors que l'Angleterre fut à chaque fois éliminée durant l'épreuve des tirs au but (demi-finale de la Coupe du Monde 1990 et de l'Euro 96 contre l'Allemagne, 1/8e de finale du mondial 98 contre l'Argentine).

## Statistiques
| Saison                | Club                  | Championnat                               | Championnat | Championnat | Coupe nationale | Coupe nationale | Coupe de la Ligue | Coupe de la Ligue | Full Members Cup | Full Members Cup | Sélection  | Sélection | Sélection | Total | Total |
| Saison                | Club                  | Division                                  | M.          | B.          | M.              | B.              | M.                | B.                | M.               | B.               | Équipe     | M.        | B.        | M.    | B.    |
| 1986-1987             | Southampton FC        | First Division                            | 24          | 6           | 1               | 0               | 4                 | 2                 | 2                | 2                | -          | -         | -         | 31    | 10    |
| 1987-1988             | Southampton FC        | First Division                            | 19          | 0           | 1               | 1               | 1                 | 1                 | 1                | 0                | -          | -         | -         | 22    | 2     |
| 1988-1989             | Southampton FC        | First Division                            | 28          | 9           | 2               | 0               | 4                 | 2                 | 2                | 0                | -          | -         | -         | 36    | 11    |
| 1989-1990             | Southampton FC        | First Division                            | 35          | 20          | 2               | 1               | 7                 | 3                 | 0                | 0                | -          | -         | -         | 44    | 24    |
| 1990-1991             | Southampton FC        | First Division                            | 35          | 19          | 3               | 2               | 4                 | 2                 | 1                | 0                | -          | -         | -         | 43    | 23    |
| 1991-1992             | Southampton FC        | First Division                            | 32          | 6           | 7               | 1               | 6                 | 1                 | 6                | 7                | -          | -         | -         | 51    | 15    |
| 1992-1993             | Southampton FC        | Premier League                            | 40          | 15          | 1               | 1               | 3                 | 2                 | -                | -                | -          | -         | -         | 44    | 18    |
| 1993-1994             | Southampton FC        | Premier League                            | 38          | 25          | 2               | 0               | 0                 | 0                 | -                | -                | Angleterre | 3         | 0         | 43    | 25    |
| 1994-1995             | Southampton FC        | Premier League                            | 41          | 19          | 5               | 5               | 3                 | 5                 | -                | -                | Angleterre | 3         | 0         | 52    | 29    |
| 1995-1996             | Southampton FC        | Premier League                            | 34          | 7           | 5               | 1               | 4                 | 2                 | -                | -                | Angleterre | 0         | 0         | 43    | 10    |
| 1996-1997             | Southampton FC        | Premier League                            | 31          | 13          | 1               | 0               | 6                 | 3                 | -                | -                | Angleterre | 2         | 0         | 40    | 16    |
| 1997-1998             | Southampton FC        | Premier League                            | 26          | 11          | 1               | 0               | 3                 | 3                 | -                | -                | -          | -         | -         | 30    | 14    |
| 1998-1999             | Southampton FC        | Premier League                            | 30          | 6           | 1               | 0               | 2                 | 0                 | -                | -                | -          | -         | -         | 33    | 6     |
| 1999-2000             | Southampton FC        | Premier League                            | 18          | 3           | 0               | 0               | 3                 | 0                 | -                | -                | -          | -         | -         | 21    | 3     |
| 2000-2001             | Southampton FC        | Premier League                            | 8           | 1           | 0               | 0               | 2                 | 1                 | -                | -                | -          | -         | -         | 10    | 2     |
| 2001-2002             | Southampton FC        | Premier League                            | 4           | 0           | 0               | 0               | 0                 | 0                 | -                | -                | -          | -         | -         | 4     | 0     |
| 2002-2003             | Eastleigh FC          | Wessex Football League                    | 17          | 3           | 0               | 0               | 0                 | 0                 | -                | -                | -          | -         | -         | 17    | 3     |
| 2013                  | Guernesey FC          | Combined Counties Premier League Division | 1           | 0           | 0               | 0               | 0                 | 0                 | -                | -                | -          | -         | -         | 1     | 0     |
| Total sur la carrière | Total sur la carrière | Total sur la carrière                     | 461         | 163         | 33              | 12              | 52                | 27                | 12               | 9                | -          | 8         | 0         | 566   | 211   |

## Palmarès
- 8 sélections et 0 but avec l'équipe d'Angleterre entre 1994 et 1997
- 162 buts en 444 matches en Première Division Anglaise
- Jeune joueur de l'année PFA du Championnat d'Angleterre en 1990
- Joueur de la saison de Southampton des fans en 1990, 1994 et 1995
- Joueur du mois du championnat d'Angleterre en décembre 1994 et octobre 1996
- Meilleur passeur du Championnat d'Angleterre en 1994-1995
- Plus beau but de la saison du Championnat d'Angleterre en 1994-1995
- Plus beau but du mois de la saison du Championnat d'Angleterre en octobre 1993, août 1994 et décembre 1994
- Membre de l'équipe-type de Premier League en 1995
- English Football Hall of Fame en 2013